# Aeródromo de El Berriel

i7
i11
i13
Aeródromo de El Berriel ist ein Flugplatz im Gemeindegebiet von San Bartolomé de Tirajana im Süden der Insel Gran Canaria.
Der Flugplatz liegt direkt an der Küste rund einen Kilometer östlich des Ortsteils Tarajalillo und elf Kilometer von Maspalomas entfernt. Der Aeródromo de El Berriel ist für die zivile Luftfahrt unter VFR-Bedingungen zugelassen.

## Einrichtungen
Auf dem Gelände befinden sich Hangars, eine Wartungshalle, eine Tankstelle, das Büro des Aeroclubs und der Tower der Flugleitung sowie ein Restaurant, das über fünf Säle mit einer Gesamtkapazität für 500 Personen verfügt.
Am Flugplatz befindet sich auch eine Flugschule, die Privat- und Berufspiloten ausbildet.

## Rennstrecke
Auf dem Gelände des Flugplatzes befindet sich auch die 4,4 Kilometer lange Motorsportrennstrecke Circuito Maspalomas mit überdachter Zuschauertribüne. Die Strecke besteht aus 5 Rechts- und 10 Linkskurven und wird gegen den Uhrzeigersinn befahren.

## Trivia

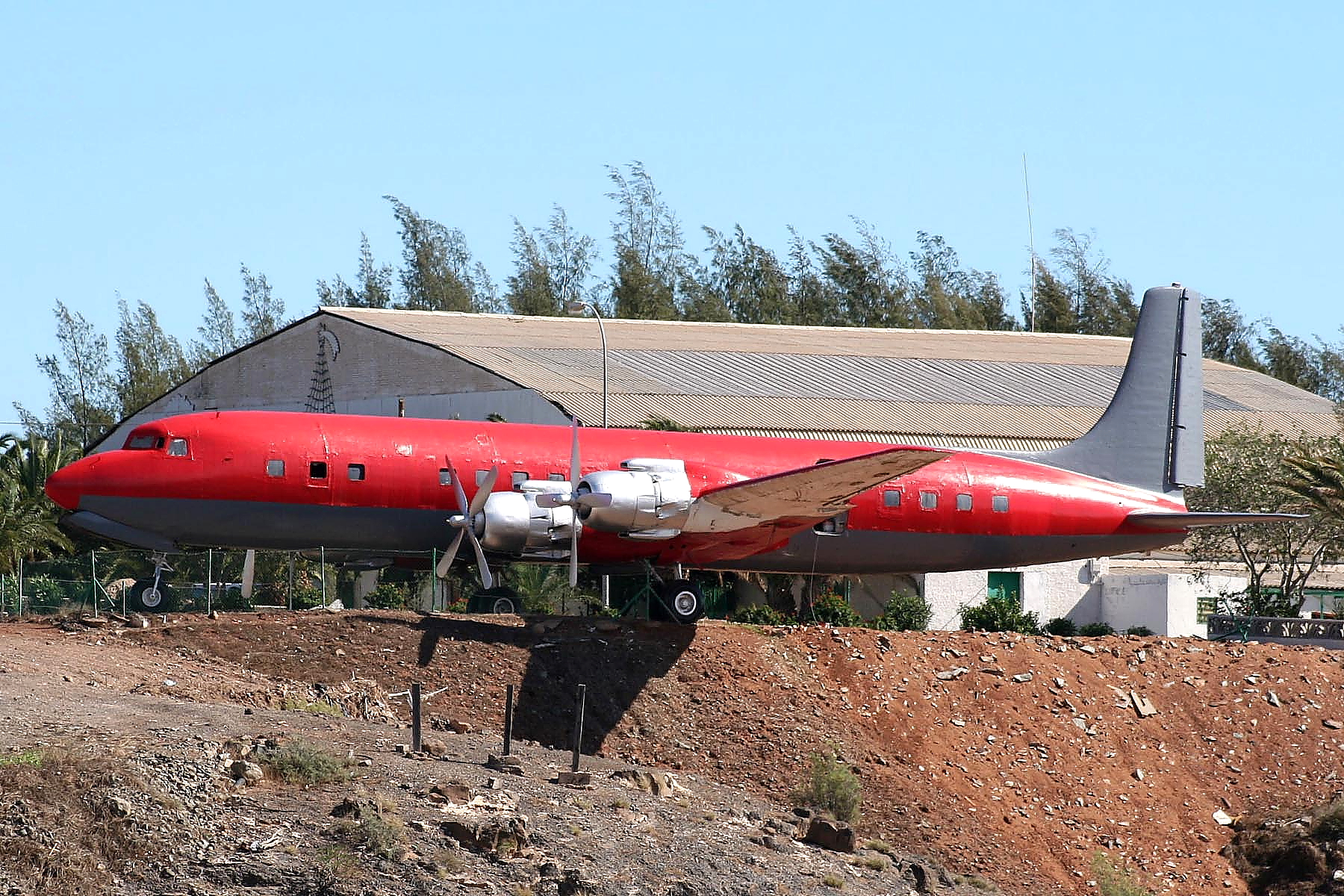
Ehemalige DC 7C der Spantax

Im Freigelände steht eine ehemalige Swissair-Maschine mit der Werknummer c/n 45553/1038. Die ehemalige HB-IBP flog als Kanton „Schwyz“ von 1958 bis 1962 im Liniendienst und war das letzte angefertigte Exemplar vom Typ Douglas DC-7C. Später wurde das Flugzeug an die SAS, dann an die JAL verkauft und war zuletzt bei Spantax mit dem Kennzeichen EC-BBT bis 1976 im Einsatz. Die Steuerbordseite trägt die Farben der Fluggesellschaft Binter Canarias, die 2015 eine Restaurierung des Flugzeugs finanzierte.